# Eubria palustris
Eubria palustris är en skalbaggsart som beskrevs av Ernst Friedrich Germar 1818. Eubria palustris ingår i släktet Eubria, och familjen Psephenidae. Enligt den finländska rödlistan är arten sårbar i Finland. Arten har ej påträffats i Sverige. Artens livsmiljö är myrar.

## Bildgalleri

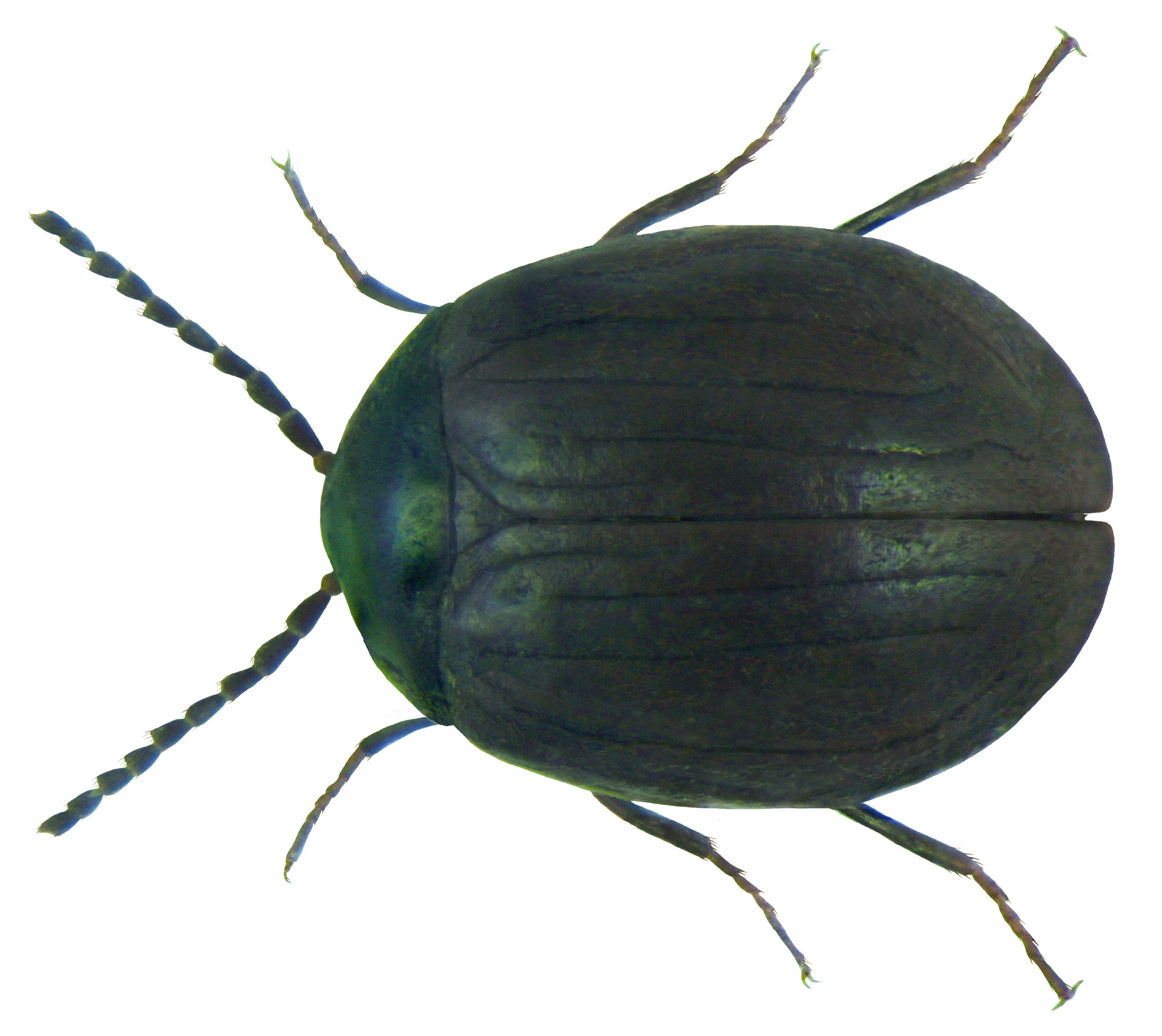
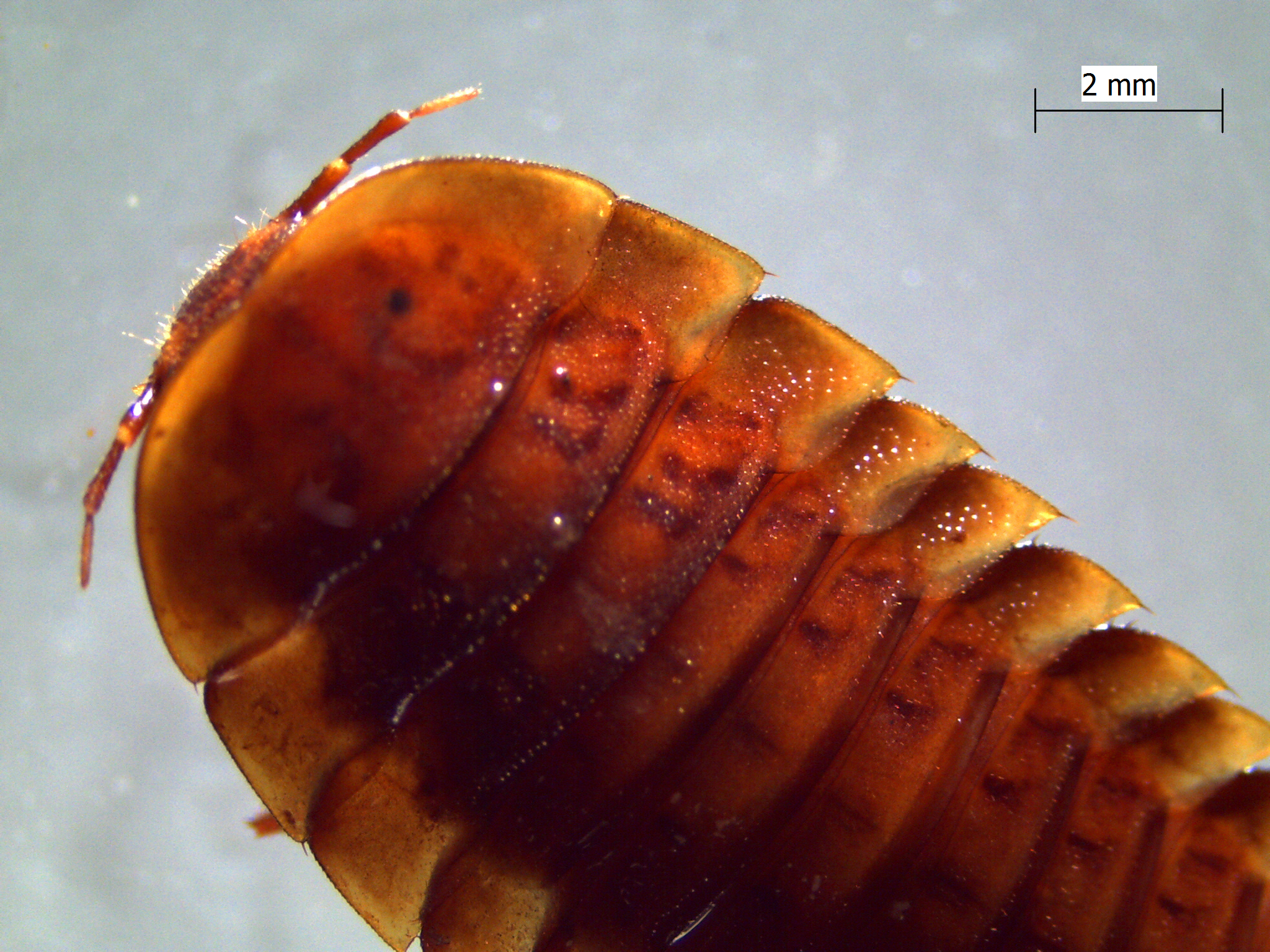
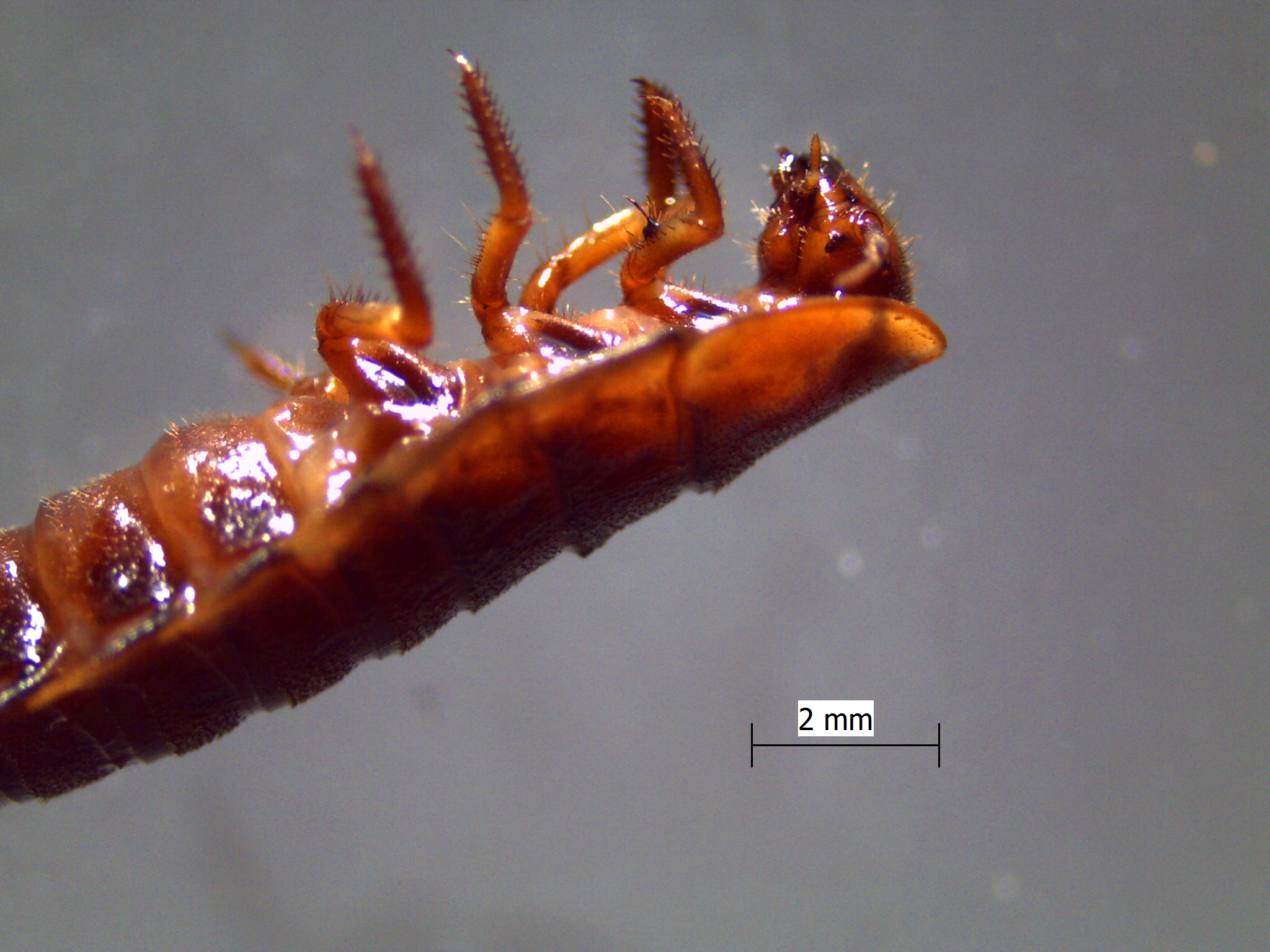